# Pyura mariscata
Pyura mariscata is een zakpijpensoort uit de familie van de Pyuridae. De wetenschappelijke naam van de soort is voor het eerst geldig gepubliceerd in 1966 door Rodrigues.